# Festspillene i Nord-Norge
Festspillene i Nord-Norge (FINN) är ett årligt kulturarrangemang, (musik, teater och konst), i Harstad i Norge, som pågår en vecka runt midsommar, och som arrangeras av en stiftelse med samma namn. Stiftelsen har som föremål att styrka det konstnäriska och kulturelle livet i Nord-Norge. Festspelen arrangerades första gången 1965 och omfattar bland annat konserter i många olika stilarter, konstutställningar, teater och filmföreställningar. Det är också konserter utanför Harstad.
Festspelen arrangerer på samma gång Nordnorsk ungdomskulturfestival och ett eget Barnas festspill. Det är också turnèverksamhet i landsdelen, för vilken bland andra Anders Eriksson svarat. Festivalen blev 1995, som en av de två första, utpekad som "Knutepunktfestival" i Norge.